# Šachový turnaj v Karlových Varech roku 1929

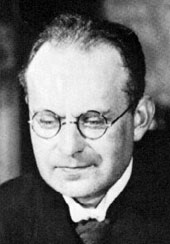
Vítěz turnaje Aaron Nimcovič

Šachový turnaj v Karlových Varech roku 1929 byl jedním z nejsilněji obsazených šachových turnajů meziválečné doby.  Turnaje se zúčastnila téměř celá tehdejší světová šachová elita, s výjimkou úřadujícího mistra světa Alexandra Aljechina a exmistra světa Emanuela Laskera. Turnaje se zúčastnila i jedna žena, úřadující mistryně světa Věra Menčíková.
Po turnajích v letech 1907, 1911 a 1923 šlo o čtvrtý velký šachový turnaj hraný v Karlových Varech. Celkem 22 účastníků hrálo systémem každý s každým. Partie byly hrány od 30. července do 28. srpna 1929 v Lázeňském domě (Lázně III) a v hotelu Imperial.
Úřadující mistr světa Alexandr Aljechin požadoval za účast v jednom turnaji s Capablancou honorář 4000 říšských marek (asi 32 000 československých korun), na což však pořadatelé odmítli přistoupit. Aljechin byl tak přítomen pouze jako pozorovatel a zpravodaj, napsal několik reportáží o průběhu turnaje pro list The New York Times.
Vítězem turnaje se stal Dán Aaron Nimcovič, který si odnesl peněžní prémii ve výši 20 000 československých korun. O druhé místo se podělili exmistr světa Kubánec José Raúl Capablanca a Rakušan Rudolf Spielmann, kteří obdrželi každý 12 000 československých korun.

## Turnajová tabulka
| #  | Hráč                            | 1 | 2 | 3 | 4 | 5 | 6 | 7 | 8 | 9 | 10 | 11 | 12 | 13 | 14 | 15 | 16 | 17 | 18 | 19 | 20 | 21 | 22 | Celkem |
| -- | ------------------------------- | - | - | - | - | - | - | - | - | - | -- | -- | -- | -- | -- | -- | -- | -- | -- | -- | -- | -- | -- | ------ |
| 1  | Aaron Nimcovič (Dánsko)         | x | ½ | 1 | ½ | ½ | 1 | 1 | 1 | ½ | ½  | 1  | 1  | ½  | ½  | ½  | 1  | 0  | 1  | ½  | 1  | ½  | 1  | 15.0   |
| 2  | José Raúl Capablanca (Kuba)     | ½ | x | 0 | ½ | 1 | ½ | ½ | ½ | ½ | ½  | 1  | ½  | 1  | 1  | 1  | 0  | 1  | 1  | 1  | 1  | ½  | 1  | 14.5   |
| 3  | Rudolf Spielmann (Rakousko)     | 0 | 1 | x | 0 | ½ | ½ | ½ | ½ | 1 | 0  | ½  | ½  | 1  | 1  | 1  | 1  | ½  | 1  | 1  | 1  | 1  | 1  | 14.5   |
| 4  | Akiba Rubinstein (Polsko)       | ½ | ½ | 1 | x | ½ | ½ | ½ | ½ | 1 | 1  | 1  | ½  | ½  | ½  | 1  | ½  | ½  | 1  | ½  | 0  | ½  | 1  | 13.5   |
| 5  | Albert Becker (Rakousko)        | ½ | 0 | ½ | ½ | x | 1 | 1 | 1 | 0 | 0  | 1  | ½  | ½  | ½  | ½  | ½  | 1  | ½  | 1  | 1  | ½  | 0  | 12.0   |
| 6  | Milan Vidmar (Jugoslávie)       | 0 | ½ | ½ | ½ | 0 | x | 1 | ½ | ½ | ½  | ½  | 1  | ½  | 1  | 0  | ½  | ½  | 0  | 1  | 1  | 1  | 1  | 12.0   |
| 7  | Max Euwe (Nizozemsko)           | 0 | ½ | ½ | ½ | 0 | 0 | x | ½ | ½ | 1  | ½  | ½  | ½  | 1  | 1  | ½  | ½  | 1  | ½  | ½  | 1  | 1  | 12.0   |
| 8  | Jefim Bogoljubov (Německo)      | 0 | ½ | ½ | ½ | 0 | ½ | ½ | x | ½ | ½  | ½  | 0  | 0  | 1  | 1  | 1  | 1  | 0  | ½  | 1  | 1  | 1  | 11.5   |
| 9  | Ernst Grünfeld (Rakousko)       | ½ | ½ | 0 | 0 | 1 | ½ | ½ | ½ | x | ½  | ½  | ½  | 1  | 0  | ½  | 0  | 1  | ½  | 1  | ½  | 1  | ½  | 11.0   |
| 10 | Esteban Canal (Peru)            | ½ | ½ | 1 | 0 | 1 | ½ | 0 | ½ | ½ | x  | 1  | ½  | 0  | 0  | ½  | ½  | 0  | 1  | 0  | ½  | 1  | 1  | 10.5   |
| 11 | Hermanis Matisons (Lotyšsko)    | 0 | 0 | ½ | 0 | 0 | ½ | ½ | ½ | ½ | 0  | x  | 1  | 1  | 1  | 0  | 1  | 1  | 1  | ½  | 0  | ½  | 1  | 10.5   |
| 12 | Savielly Tartakower (Polsko)    | 0 | ½ | ½ | ½ | ½ | 0 | ½ | 1 | ½ | ½  | 0  | x  | ½  | ½  | ½  | ½  | ½  | ½  | ½  | ½  | ½  | 1  | 10.0   |
| 13 | Géza Maróczy (Maďarsko)         | ½ | 0 | 0 | ½ | ½ | ½ | ½ | 1 | 0 | 1  | 0  | ½  | x  | 0  | 0  | 0  | 1  | ½  | 1  | 1  | ½  | 1  | 10.0   |
| 14 | Edgard Colle (Belgie)           | ½ | 0 | 0 | ½ | ½ | 0 | 0 | 0 | 1 | 1  | 0  | ½  | 1  | x  | 1  | ½  | 1  | 0  | ½  | 0  | 1  | 1  | 10.0   |
| 15 | Karel Treybal (Československo)  | ½ | 0 | 0 | 0 | ½ | 1 | 0 | 0 | ½ | ½  | 1  | ½  | 1  | 0  | x  | ½  | ½  | 0  | 1  | 1  | ½  | 1  | 10.0   |
| 16 | Friedrich Sämisch (Německo)     | 0 | 1 | 0 | ½ | ½ | ½ | ½ | 0 | 1 | ½  | 0  | ½  | 1  | ½  | ½  | x  | ½  | 0  | ½  | ½  | 1  | 0  | 9.5    |
| 17 | Frederick Yates (Anglie)        | 1 | 0 | ½ | ½ | 0 | ½ | ½ | 0 | 0 | 1  | 0  | ½  | 0  | 0  | ½  | ½  | x  | 1  | ½  | ½  | 1  | 1  | 9.5    |
| 18 | Paul Johner (Švýcarsko)         | 0 | 0 | 0 | 0 | ½ | 1 | 0 | 1 | ½ | 0  | 0  | ½  | ½  | 1  | 1  | 1  | 0  | x  | ½  | 0  | ½  | 1  | 9.0    |
| 19 | Frank James Marshall (USA)      | ½ | 0 | 0 | ½ | 0 | 0 | ½ | ½ | 0 | 1  | ½  | ½  | 0  | ½  | 0  | ½  | ½  | ½  | x  | 1  | 1  | 1  | 9.0    |
| 20 | Karl Gilg (Československo)      | 0 | 0 | 0 | 1 | 0 | 0 | ½ | 0 | ½ | ½  | 1  | ½  | 0  | 1  | 0  | ½  | ½  | 1  | 0  | x  | ½  | ½  | 8.0    |
| 21 | George Alan Thomas (Anglie)     | ½ | ½ | 0 | ½ | ½ | 0 | 0 | 0 | 0 | 0  | ½  | ½  | ½  | 0  | ½  | 0  | 0  | ½  | 0  | ½  | x  | 1  | 6.0    |
| 22 | Věra Menčíková (Československo) | 0 | 0 | 0 | 0 | 1 | 0 | 0 | 0 | ½ | 0  | 0  | 0  | 0  | 0  | 0  | 1  | 0  | 0  | 0  | ½  | 0  | x  | 3.0    |